# Janssen (cratère lunaire)
Ne doit pas être confondu avec Jansen (cratère).
Pour les articles homonymes, voir Janssen.
Janssen est un cratère lunaire situé à la limite de la face visible de la Lune. Il se trouve à côté du cratère Fabricius. Il touche la bordure nord-est du cratère Metius. Au nord se trouve le très usé cratère Brenner. Dans les deux tiers sud de Janssen peut être discerné les restes d'un grand cratère concentrique, dont la paroi est recouverte par le cratère Fabricius. Le sol interne de Janssen contient un système de crevasses nommé Rimae Janssen. Plus à l'Est, bien qu'elle apparaisse à proximité en raison de l'allongement par la perspective, est l'imposante Vallis Rheita.
En 1935, l'Union astronomique internationale lui a attribué le nom de Janssen en l'honneur de l'astronome français Jules Janssen.

## Cratères satellites
Par convention, les cratères satellites sont identifiés sur les cartes lunaires en plaçant la lettre sur le côté du point central du cratère qui est le plus proche de Janssen.
| Janssen | Coordonnées   | Diamètre, km |
| ------- | ------------- | ------------ |
| B       | −43,17, 34,37 | 21           |
| C       | −42,89, 34,91 | 7            |
| D       | −48,65, 41,22 | 29           |
| E       | −48,82, 39,77 | 24           |
| F       | −49,82, 41,92 | 35           |
| H       | −46,43, 41,71 | 10           |
| J       | −43,44, 36,58 | 27           |
| K       | −46,19, 42,31 | 15           |
| L       | −46,09, 43,58 | 12           |
| M       | −41,9, 35,44  | 16           |
| N       | −41,43, 32,12 | 5            |
| P       | −45,5, 39,76  | 4            |
| Q       | −46,35, 39,36 | 5            |
| R       | −48,28, 38,7  | 23           |
| S       | −50,42, 41,83 | 7            |
| T       | −48,88, 42,31 | 29           |
| X       | −42,93, 33,27 | 24           |